# Клиф Ричард
Сер Клиф Ричард (енгл. Cliff Richard; 14. октобар 1940), право име Хари Роџер Веб (енгл. Harry Rodger Webb), енглески је певач и глумац. На трећем је месту најпродаванијих музичара у Уједињеном Краљевству, иза Битлса и Елвиса Преслија. Два пута је учествовао на Песми Евровизије: 1968. и 1973. године. 1995. проглашен је витезом.

## Младост
Клиф Ричард је рођен као Хари Роџер Веб 14. октобра 1940, у Лакнау који је тада био дио Британске Индије. Има три сестре Џоан, Жаки и Дону. Након индијске независности, 1948. године, селе се у Чаршхалтон, у близини Лондона. 1949. године се породица сели у Валтам Крос.

## Каријера
Ричардов талент је открио продуцент Нори Парамор у јулу 1958. године и продуцирао је његове песме до октобра 1972. 29. августа 1958. објавио своју прву песму Move It. 1959. године имао је прва два хита која су била на првом месту британских топ лествица Living Doll и Travellin’ Light.
У почетку каријере (све до 1969. године) пратио га је бенд The Shadows са којим је доживио велики успех до почетка 1970-их. 1960-их је певао песме на разним светским језицима, међу којима је и јапански. Имао је и хитове на немачком попут песама Rote Lippen soll man küssen и Das ist die Frage aller Fragen.
Два пута је представљао Уједињено Краљевство на Песми Евровизије. Први пут на Песми Евровизије 1968. у Лондону са песмом Congratulations. Био је велики фаворит за победу. Међутим, на такмичењу је изгубио за један бод од победнице Масијел. Освојио је 28 бодова. На Песму Евровизије се вратио 1973. са песмом Power to All Our Friends. Овај пут је био трећи са 123 бода. Такође је био водитељ од 1970. до 1972. бритнског националног избора за Песму Евровизије A Song for Europe.
1980. године је службено променио име у Клиф Ричард. Током 1980-их сарађивао је са бројним познатим извођачима као Оливија Њутн Џон, Елтон Џон, Стиви Вондер и другим.
17. јуна 1995. Краљица Елизабета II га је прогласила витезом, чиме је постао први рок певач који је добио ту титулу. 1996. је заједно са Тимом Рајсом продуцирао мјузикл на основу романа Емили Бронте Оркански висови, под називом Heathcliff и такође су глумили у њему. Мјузикл је извођен у Лондону и Бирмингхаму 1996. и 1997. године. 12. новембра 2007. је објавио велики компилацијски албум Love... The Album.
2018. године је снимио албум Rise Up, на којем су песме које је снимио у протеклих 14 година. Снимио је дует са Бони Тајлер Taking Control, који се 2019. године нашао на њеном албуму Between the Earth and the Stars.
Током каријере је објавио бројне успешне песме попут Dreamin’, Some People, My Pretty One, Miss You Nights и Mistletoe and Wine. Појављивао се и у филмовима од којих су најпознатији Expresso Bongo, Run for Your Wife и Two a Penny.

## Лични живот
Клиф Ричард је хришћанин. Објавио је књигу са 50 библијских прича, а и отпевао је бројне хришћанске песме. Такође је често учесник бројних хуманитарнихг акција. Никад се није женио.